# Dorothee Oberlinger
Dorothee Oberlinger (2 september 1969 in Aken) is een Duitse blokfluitiste. Ze speelt voornamelijk Oude Muziek. 
Dorothee Oberlinger groeide op in Simmern/Hunsrück. In het begin studeerde aan de universiteit Keulen voor docent aan het gymnasium voor muziek en Duits. Na haar examen besloot ze verder blokfluit te studeren: eerst in Keulen, later in Amsterdam en Milaan. Haar docenten waren o.a. Günter Höller (Keulen), Walter van Hauwe (Amsterdam) en Pedro Memelsdorff (Milaan). In 1997 bereikte ze de eerste plaats bij het internationale concours „Moeck“ UK/SRP in Londen. Daarna gaf ze in 1998 tevens in Londen haar solodebuut in de Wigmore Hall.
Als soliste trad ze met verschillende beroemde ensembles en barokorkesten op, zoals o.a. met "i Sonatori de la Gioiosa Marca", "Musica Antiqua Köln" en "the Academy of Ancient Music". In 2002 richtte ze haar eigen ensemble genaamd "1700" op. Voor haar opnamen heeft ze al verschillende prijzen gekregen zoals bijvoorbeeld de "Echo Klassik".
Sind 2004 is Dorothee Oberlinger professor aan de universiteit Mozarteum in Salzburg en leidt ze het Instituut voor oude muziek aldaar. Sinds 2009 is ze bovendien intendante von de Arolser Barockfestspiele.
- Bibliothèque nationale de France: cb146514333 (data)
- Gemeinsame Normdatei: 135099749
- International Standard Name Identifier: 0000 0000 7982 3456
- Library of Congress Control Number: no2012072065
- MusicBrainz: d00431e6-1f55-458c-8d58-bf173948ef9b
- Nationale Bibliotheek van Tsjechië: xx0168136
- Nationale Bibliotheek van Israël: 987007406766905171
- Système universitaire de documentation: 18235282X
- Virtual International Authority File: 7647352
- WorldCat: E39PBJc3GvHF6gWmtfDX3JXPQq